# Рафаель Кампос
Рафаель Кампос (13 травня 1936 — 9 липня 1985) — актор із Домініканської Республіки. Брав участь у фільмах Шкільні джунглі (1955), Діно (1957), Світло в лісі (1958), Вечірка Сламбер'57 (1976), Астро-зомбі (1968), Століття (1978) і V (1983). Деякий час був одружений з Дайною Вашингтон, блюзовою співачкою та піаністкою.

## Біографія
Рафаель Кампос сам родом із Домініканської Республіки, але переїхав до США у 1949 році. З 1961 до 1962 року він був одружений з Дайною Вашингтон, старшою за нього на 12 років. У 1961 році журнал Jet опублікував світлину, на якій Вашингтон обіймає Кампоса (її сьомий чоловік) та Едді Чемблі (її п'ятий чоловік). Після розлучення Рафаель одружився з моделлю Саллі Бойд, з якою мав двох доньок.
У грудні 1984 року йому діагностували рак шлунка, і Рафаель потрапив до лікарні. Він помер 10 липня 1985 року у віці 49 років. У нього залишилися дві дочки, п'ятеро братів і три сестри.
Один із братів Кампоса — криптограф, художник і поет Луїс Кампос. Інший брат, Фернандо Кампос, — президент премії Нью-Йоркської Асоціації латиноамериканських критиків індустрії розваг.

## Кар’єра
Кар'єра Кампоса як актора тривала 30 років. Під час театральної постанови «Небесний експрес» його помітив режисер Річард Брукс. Завдяки йому Кампос зіграв головну роль у фільмі Шкільні джунглі (1955) разом із такими акторами, як Вік Морроу, Марґарет Хейс і Сідні Пуатьє. У фільмі Процес (1955) він зіграв підлітка з Чикано, якого несправедливо звинувачують у вбивстві білої дівчини з багатої родини на пляжній вечірці. Його захищає викладач права з коледжу, якого грає Ґленн Форд. Пізніше Кампос зіграв епізодичну роль підлітка, який викрав статую Святого Франциска Ассізького, у серіалі Є зброя — подорожуватимуть. Протягом 1960-х років він знявся у фільмі Теда В. Мікелса Астро-Зомбі, у якому взяли участь актори Джон Керрадайн, Венделл Корі та Тура Сатана. Рафаель грав у цьому фільмі роль Хуана.
На телебаченні він брав участь у різних серіалах. У 1962 році Рафаель знімався в серіалі Альфред Гічкок представляє в епізоді «Великий рахунок». У серіалі Ларамі (епізод «Босий малюк» (сезон 3, епізод 15)) він зіграв молодого мексиканського хлопчика Хуана де Ла-О, який викрав коня. Кампос зіграв головну роль підлітка-члена банди, який вбиває та грабує чоловіка, що виявився босом мафії. Рафаель зіграв незабутню роль в епізоді Усі в родині, де Арчі сказали звільнити частину своєї команди на роботі. З 1977 до 1978 року актор грав роль Рамона Діаса-молодшого в серіалі Рода.
Ймовірно, його остання роль була Чато, у фільмі 1986 року Повернення Джосі Вейлза.

## Смерть
Кампос помер від раку шлунка 9 липня 1985 року в Лікарні кіно й телебачення у Вудленд-Гіллс, Лос-Анджелес, Каліфорнія.

## Фільмографія
| Рік  | Назва                         | Роль                | Нотатки                         |
| ---- | ----------------------------- | ------------------- | ------------------------------- |
| 1955 | Шкільні джунглі               | Піт В. Моралес      |                                 |
| 1955 | Процес                        | Янгол Чавес         |                                 |
| 1956 | Один проти акул               | Карлос              |                                 |
| 1957 | Довгоочікувана ніч            | Хусейн Мохаммед     |                                 |
| 1957 | Діно                          | Хлопчик № 2         |                                 |
| 1958 | Світло в лісі                 | Половина Стріли     |                                 |
| 1958 | Тонка                         | Сильний Ведмідь     |                                 |
| 1959 | Розшукується живим чи мертвим | Пачіто              | Епізод «Насіння пустелі»        |
| 1959 | Невгамовне дуло               | Диявол              | Епізод «Поїздка з дияволом»     |
| 1959 | Ларамі                        | Хуан де Ла-О        | Епізод «Босий малюк»            |
| 1962 | Є зброя — подорожуватимуть    | Пако                | Епізод «Диво для Св. Франциска» |
| 1962 | Альфред Гічкок представляє    | Ґіно                | Епізод «Великий рахунок»        |
| 1963 | Дикун Сем                     | Молодий воїн        |                                 |
| 1964 | Леді в клітці                 | Ессі                |                                 |
| 1966 | Агент для H.A.R.M.            | Луїс                |                                 |
| 1966 | Містер Буддвінґ               | Гравець у кості № 7 |                                 |
| 1966 | Аппалуза                      | Пако                |                                 |
| 1968 | Дівчина в золотих чобітках    |                     | Не зазначено                    |
| 1968 | Астро-зомбі                   | Хуан                |                                 |
| 1971 | Наїзники поза законом         | Педро               |                                 |
| 1971 | Усі в родині                  |                     | Епізод «Страхування анульовано» |
| 1973 | Оклахома, як вона є           | Джиммі              |                                 |
| 1973 | Загін «Лялечка»               | Рафаель             |                                 |
| 1974 | Відбій                        | Довгоносий          |                                 |
| 1976 | Вечірка Сламбер'57            | Доуп Фінд           |                                 |
| 1977 | Рода                          | Рамон Діас-молодший |                                 |
| 1978 | Століття                      | Начо Ґомез          |                                 |
| 1980 | Там, де бродить бізон         | Рохас               |                                 |
| 1983 | Серцеїд                       | Альфонсо            |                                 |
| 1983 | V                             | Санчо Ґомез         |                                 |
| 1985 | Букмекерська лихоманка        | Рафаель             |                                 |
| 1986 | Повернення Джосі Вейлза       | Чато                | Остання роль за життя           |